# Six Flags New England
A Six Flags New England (korábban Riverside Amusement Park) a Six Flags új-angliai vidámparkja Agawamban (Massachusetts). Az 1840-ben megnyílt park a Six Flags első parkja.

## Története
A korábban Gallops Grove néven ismert piknikező terület 1840-ben nyílt meg, később nevezték át Riverside Grove, majd Riverside Park névre. Riverside eleinte egy ún. villamos park volt a Springfield Street Railway tulajdonában. Az 1900-as évek elején néhány játékot, körhintát telepítettek bele. 1940-ben megvette id. Edward J. Carroll, és egy évvel később felépíttette az első hullámvasutat a parkban, a fa szerkezetű Thunderboltot, mely még napjainkban is működik. A parkban létesítettek mozit, bowling és koncert termet is.
1948-ban Carroll megépíttette a Riverside Park Speedway versenypályát. Az autóverseny a második világháború után egyre nagyobb népszerűségnek örvendett és a Riverside park népszerűségét is növelte. A további évek során újabb eszközök kerültek ki és be a parkba. A színházat és bowling termet megszüntették és a park időszaki attrakcióvá vált. A '60-as évek népszerű sportja lett az ún. Stock car versenyek, majd 1976-ban a NASCAR is rendezett versenyeket a park pályáján. A park egyre népszerűbb lett, újabb és újabb játékokat üzemeltek be. Az 1980-as években a menetenként jegyszedésről áttértek az egyszeri belépőre. 1989-ben vízi játékokat építtettek. 1997-ben új tulajdonosok tőkéjével jelentős újítások történtek számos új attrakcióval, illetve néhány régebbi eltávolításával. 1999-ben 50%-kal növelték a vízi parki területet, a korai Speedway versenypályát lebontották, majd vadnyugati témákat telepítettek. Az ezredforduló után a park már a Six Flags New England néven üzemelt. A DC Comics téma bevezetésekor épült a Superman: Ride of Steel, később Bizarro hullámvasút, a Batman Stuns Show, a Poison Ivy hullámvasút, a Nightwing és a Joker's Wildcard.
1996-ban a Rolling Thunder, most Great Chase hullámvasúttal a Bolondos dallamok témája is bekerült a parkba. 2002-ben épült a Batman – The Dark Knight, 2003-ban a vízi park rész területét immár Hurricane Harbor néven duplájára növelték, majd 2005-ben két új játékot üzemeltek be, a Pandemonium hullámvasutat és a Typhoon vízi hullámvasutat.
2007-ben két új gyermekrészleg indult, a Wiggles World és a Thomas Town, majd 2010-ben szintén gyermekek számára Mr. Six's Splash Island vízi park. 2011-ben kezdte működését egy újabb DC Comics témájú hullámvasút, a Gotham City Gauntlet: Escape from Arkham Asylum.

## Részlegek
- Main Street/Rockville U.S.A
- DC Superhero Adventures
- Crackaxle Canyon
- North End
- South End
- Looney Tunes Movie Town
- KIDZOPOLIS
- Hurricane Harbor